# 大象之梦
《大象之梦》（英語：Elephants Dream）是電腦辅助制作的动画电影，几乎完全使用开放源代码软件，除了音频用的Reaktor，和最终渲染使用Mac OS X。2006年3月24日，经过8个月的努力。这个代号Orange的计划由7名身处世界各地的艺术家完成。不久命名为Machina然后又改为Elephants Dream，根据一个丹麦儿童故事改编。

## 综述
2005年5月，Blender Foundation主席兼核心开发者Ton Roosendaal提出，把Blender应用到电影上。Blender Foundation和Netherlands Media Art Institute共同投资。预定DVD也获取了部分资金。9月1日前预定者都注名在影片的鸣谢名单上。渲染步骤由BSU Xseed捐赠了一个2.1 TFLOPS苹果Xserve G5核心的超级计算机，位于Bowie State University。据说用了125天进行，每幅图片用去2.8GB记忆体。 。10分54秒长的电影包含1分28秒鸣谢。
该电影的主要目的是应用试验，并且发展和展示开源软件的能力，证明用这样的工具，在高质量电影筹划和制造方面可以做出什么样的作品。
使用BitTorrent从官方Orange Project网站下载，所有制作文件都可以下载。

## 配音员
- Tygo Gernandt - Proog
- Cas Jansen - Emo

## 制作者
- Ton Roosendaal - Producer
- Bassam Kurdali - Director
- Andy Goralczyk - Art director
- Matt Ebb - Artist
- Bastian Salmela - Artist
- Lee Salvemini - Artist
- Toni Alatalo - Technical director
- Jan Morgenstern - Composer

## 软件等各种工具
Blender是这部3D动画主要使用的程序。其他前后处理，文件管理，脚本等使用的软件包括Ubuntu（KDE和GNOME）桌面环境的图形工作站。
| - Blender - DrQueue - Inkscape - Python - Seashore - Twisted - Verse | - CinePaint - GIMP - Lego - OpenEXR - Reaktor（非开源软件） - Microsoft Paint - Subversion - Ubuntu（GNOME和KDE） |

## 其他
- Big Buck Bunny
- Yo Frankie!